# Antoneta Alamat Kusijanović
Antoneta Alamat Kusijanović (Dubrovnik, 27. rujna 1985.) hrvatska je filmska redateljica i scenaristica.

## Životopis
Redateljica i scenaristica Antoneta Alamat Kusijanović rođena je u Dubrovniku. Njezin diplomski film U plavetnilo nominiran je za studentskog Oscara, a među brojnim priznanjima ističu se nagrade na Međunarodnom filmskom festivalu u Berlinu, Sarajevskom filmskom festivalu, Filmskom festivalu u Oberhausenu i Festival de Premier Plans - Angers. 
Murina je njen prvi dugometražni film, nagrađen Zlatnom kamerom (Camera d’Or) u Cannesu gdje je premijerno prikazan 2021. Murina je razvijana uz podršku Résidence du Festival Cannes, Cinéfondation, First Films First (Goethe Institut) te Jeruzalem Film Laba.
Na Akademiji dramske umjetnosti u Zagrebu završila je studij produkcije, a zatim režiju na Sveučilištu Columbia u New Yorku. Polazila je Berlinale Talent Lab, Sarajevo Talent Campus, La Femis Producing Atelier, Marcie Bloom Fellowship. Članica je Američke Akademije znanosti i umjetnosti – Oscars.

## Dugometražni film
- Murina (2021.)

## Kratkometražni film
- Nonina (2013.)
- Christmas Tree (2015.)
- The Real American (2015.)
- If We Must Die (2016.)
- U plavetnilo (2017.)

## Vanjske poveznice
- Antoneta Alamat Kusijanovic u internetskoj bazi filmova IMDb-u (engl.)